# 256

## Esdeveniments
- Imperi Romà: La frontera del Rin és atacada pels germànics.
- Trebisonda (Pont): La ciutat és saquejada pels gots.
- Seugma (Commagena): La ciutat és ocupada i destruïda per Shapur I de Pèrsia.

## Naixements
- Narbona (Provença): Sant Sebastià màrtir. (m. 287)
- Còrdova (Bètica): Hosi, bisbe. (m. 359)